# 1992 en philosophie
Chronologie de la philosophie
- 1988
- 1989
- 1990
- 1991
- 1992
- 1993
- 1994
- 1995
- 1996

L’année 1992 a été marquée, en philosophie, par les événements suivants :

## Publications
- Anne Conway : (en) The Conway Letters: the Correspondence of Anne, Viscountess Conway, Henry More and their Friends, 1642-1684, éd. Marjorie Nicolson and Sarah Hutton, Oxford, Clarendon Press, 1992.books.google.fr.

### Rééditions
- Scipion Dupleix :  Cours de philosophie, contenant la logique, l’éthique, la physique et la métaphysique, Genève, 1627-1636.Réimpression éditée par Roger Ariew : La logique, Paris, 1984 ; La physique, Paris, 1990 ; La métaphysique, Paris, 1992 ; L’éthique, Paris, 1993. C’est le premier ouvrage de ce genre jamais rédigé en français ; il a été composé pour le prince, son élève.
- Blaise Pascal :  Discours sur la religion et sur quelques autres sujets qui ont été trouvés après sa mort parmi ses papiers, restitués et publiés par Emmanuel Martineau, Paris, Fayard-Armand Colin, 1992.